# Richard Ponsonby-Fane

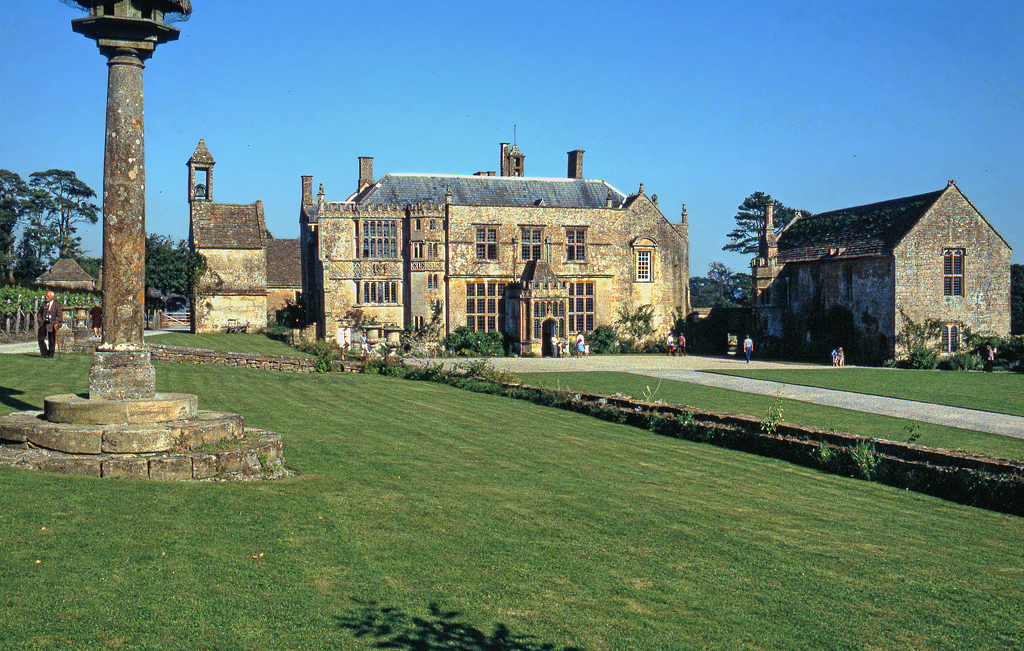
Le, manoir de la famille Ponsonby, dans le Somerset.

Richard Arthur Brabazon Ponsonby-Fane, né le 8 janvier 1878 à Gravesend au Royaume-Uni et mort à l'âge de 59 ans le 10 décembre 1937 à Kyoto, est un japonologue, spécialiste de Shinto universitaire et auteur britannique.

## Biographie

### Jeunesse et formation
Ponsonby est né à Gravesend sur la rive sud de la Tamise dans le Kent. Il grandit dans la maison familiale à Londres et dans la résidence de son grand-père dans le Somerset, le Brympton d'Evercy (en), dont il hérite après la mort de son grand-père et de son père. Il ajoute « Fane » à son nom lorsque le Brympton lui revient en 1916.
Ponsonby fait ses études à Harrow School.

### Carrière
En 1896, Ponsonby se rend au Cap pour devenir secrétaire privé du gouverneur britannique de la colonie du Cap. Pendant deux décennies, sa carrière dans les gouvernements coloniaux de l'empire britannique lui fait parcourir le globe. Il travaille étroitement avec de nombreux chefs coloniaux en tant que secrétaire privé du gouverneur du Natal (1896), du gouverneur de Trinité-et-Tobago (1898), du gouverneur de Ceylan (1900) et du gouverneur de Hong Kong (1903). Il est de nouveau posté au Natal en 1907 avant de devenir secrétaire privé du gouverneur des Fidji. De 1915 à 1919, il redevient secrétaire privé du gouverneur de Hong Kong.
En plus de son travail pour le gouvernement de Hong Kong, il dispense des conférences à l'université de Hong Kong de 1916 à 1926.
En 1919, Ponsonby-Fane s'installe au Japon, passant quatre mois de l'année à Hong Kong pour dispenser des conférences à l'université de la colonie de la Couronne.
En 1921, lorsque le prince héritier Hirohito visite Hong Kong en route pour l'Europe, Ponsonby-Fane lui sert d'interprète. Lorsque le souverain est intronisé empereur en 1928, Ponsonby-Fane est le seul invité non-Japonais à assister à la cérémonie devant la porte Kenreimon du palais impérial.
En 1930, lorsque le prince Nobuhito Takamatsu et sa femme visite l'Europe, Ponsonby-Fane qui navigue sur le même bateau est invité à assister à toutes les réceptions d'accueil en leur honneur en Angleterre.
En 1932, il fait construire une maison de style japonais dans les faubourgs nord de Kyoto. Durant la dernière décennie de sa vie, il est toujours photographié avec une écharpe en laine qui aurait été confectionnée par l'impératrice douairière Teimei, la veuve de l'empereur Taishō, et il semble grandement apprécier ce présent.
Ponsonby-Fane meurt à son domicile de Kyoto en décembre 1937.

## Quelques ouvrages
- 1915 - The Imperial Family of Japan[4]
- 1931 - The Viciissitudes of Shinto London : Royal Anthropological Institute of Great Britain and Ireland. OCLC 48211254[12]
- 1931 - The Nomenclature of the N. Y. K. Fleet
- 1934 - Kamo Mioya Shrine
- 1956 - Kyoto: the Old Capital of Japan, 794-1869.  Kyoto: Ponsonby Memorial Society. OCLC 182637732[13]
- 1959 - The Imperial House of Japan. Kyoto: Ponsonby Memorial Society. OCLC 194887
- 1962 - Sovereiegn and Subject. Kyoto: Ponsonby Memorial Society. OCLC 1014075
- 1962 -  Studies in Shinto and Shrines. Kyoto: Ponsonby Memorial Society. OCLC 399449
- 1963 - The Vicissitudes of Shinto. Kyoto: Ponsonby Memorial Society. OCLC 186605327
- 1964 - Visiting Famous Shrines in Japan. Kyoto: Ponsonby-Fane Memorial Society. OCLC 1030156

## Honneurs
- Ordre du Soleil levant[8]
- Ordre du Trésor sacré, 1921[10]
- Doctorat honoris causa de l'université de Hong Kong, 1926[6]

## Source de la traduction
- (en) Cet article est partiellement ou en totalité issu de l’article de Wikipédia en anglais intitulé « Richard Ponsonby-Fane » (voir la liste des auteurs).